# Eternal Sunshine (album)
Eternal Sunshine là album phòng thu thứ bảy của nữ ca sĩ người Mỹ Ariana Grande. Album được phát hành bởi hãng đĩa Republic Records vào ngày 8 tháng 3 năm 2024. Được viết và sản xuất bởi Grande, Max Martin, Ilya Salmanzadeh và Oscar Görres cùng những người khác, Eternal Sunshine là một album nhạc pop và R&B chịu ảnh hưởng của nhạc dance, đặc biệt là synth-pop và house, đặc trưng bởi các bộ tổng hợp nhịp độ trung bình, các yếu tố guitar và đàn dây tinh tế.
Grande lấy tên album từ bộ phim Eternal Sunshine of the Spotless Mind năm 2004. Cô quan niệm album như một bản thu âm vừa dễ bị tổn thương vừa mang tính giải trí, lấy cảm hứng từ trải nghiệm cuộc sống cá nhân của cô. Khi phát hành, một số nhà phê bình đã khen ngợi Eternal Sunshine vì giọng hát và âm nhạc có chừng mực cũng như tính dễ bị tổn thương về mặt cảm xúc của chủ đề, trong khi một số lại chỉ trích phần sáng tác là thiếu tinh tế.
Tại Hoa Kỳ, album mở đầu ở vị trí số một trên bảng xếp hạng Billboard 200, đánh dấu vị trí quán quân thứ sáu của cô trên bảng xếp hạng. Đĩa đơn "Yes, And?" và "We Can't Be Friends (Wait for Your Love)" đứng đầu bảng xếp hạng Billboard Hot 100, đưa Grande trở thành người phụ nữ có nhiều lần ra mắt quán quân Hot 100 nhất. Eternal Sunshine đứng đầu bảng xếp hạng kỷ lục ở 10 quốc gia khác. Grande đã quảng bá và thảo luận về album trên các chương trình do đài phát thanh Zach Sang và Zane Lowe tổ chức, đồng thời là khách mời âm nhạc của Saturday Night Live vào ngày 9 tháng 3 năm 2024.
Phiên bản tiêu chuẩn của Eternal Sunshine không có các tiết mục âm nhạc của khách mời mà có những lời nói của bà ngoại của Grande, Marjorie Grande trong "Ordinary Things" và nhà chiêm tinh Diana Garland trong "Saturn Returns Interlude". Phiên bản mở rộng của album, bao gồm phiên bản của bốn bài hát trong album tiêu chuẩn, được phát hành vào ngày 10 tháng 3 năm 2024. Các bài hát bổ sung có sự góp mặt của ca sĩ người Úc Troye Sivan và ca sĩ người Mỹ Mariah Carey.
Bài hát "Yes, And?" được phát hành như một bài hát đơn của album vào 12 tháng 1, 2024, theo sau đó là đĩa đơn thứ 2 "We Can't Be Friends (Wait for Your Love)", phát hành vào 8 tháng 3, 2024 cùng với album Eternal Sunshine.

## Bối cảnh
Vào ngày 12 tháng 5, 2022, sau 19 tháng phát hành album phòng thu thứ sáu, Positions (2020), Ariana Grande đã chia sẻ rằng cô sẽ không thu âm thêm bất kỳ album phòng thu nào khác cho đến khi quay xong Wicked (2024), bộ phim được chuyển thể từ vở nhạc kịch Broadway cùng tên, trong đó, cô sẽ thủ vai nhân vật Glinda. Tháng 10 năm 2023, lần đầu tiên Grande đã bóng gió đùa giỡn về album mới sắp ra mắt bằng cách đăng tải một dòng chú thích trên nền tảng Instagram với nội dung "ag7: goat mother". Ngoài ra, một bộ ảnh bao gồm các bức ảnh của cô cùng nhà sản xuất cộng tác lâu năm người Thụy Điển Max Martin tại phòng thu Jungle City Studios ở Thành phố New York cũng xuất hiện.

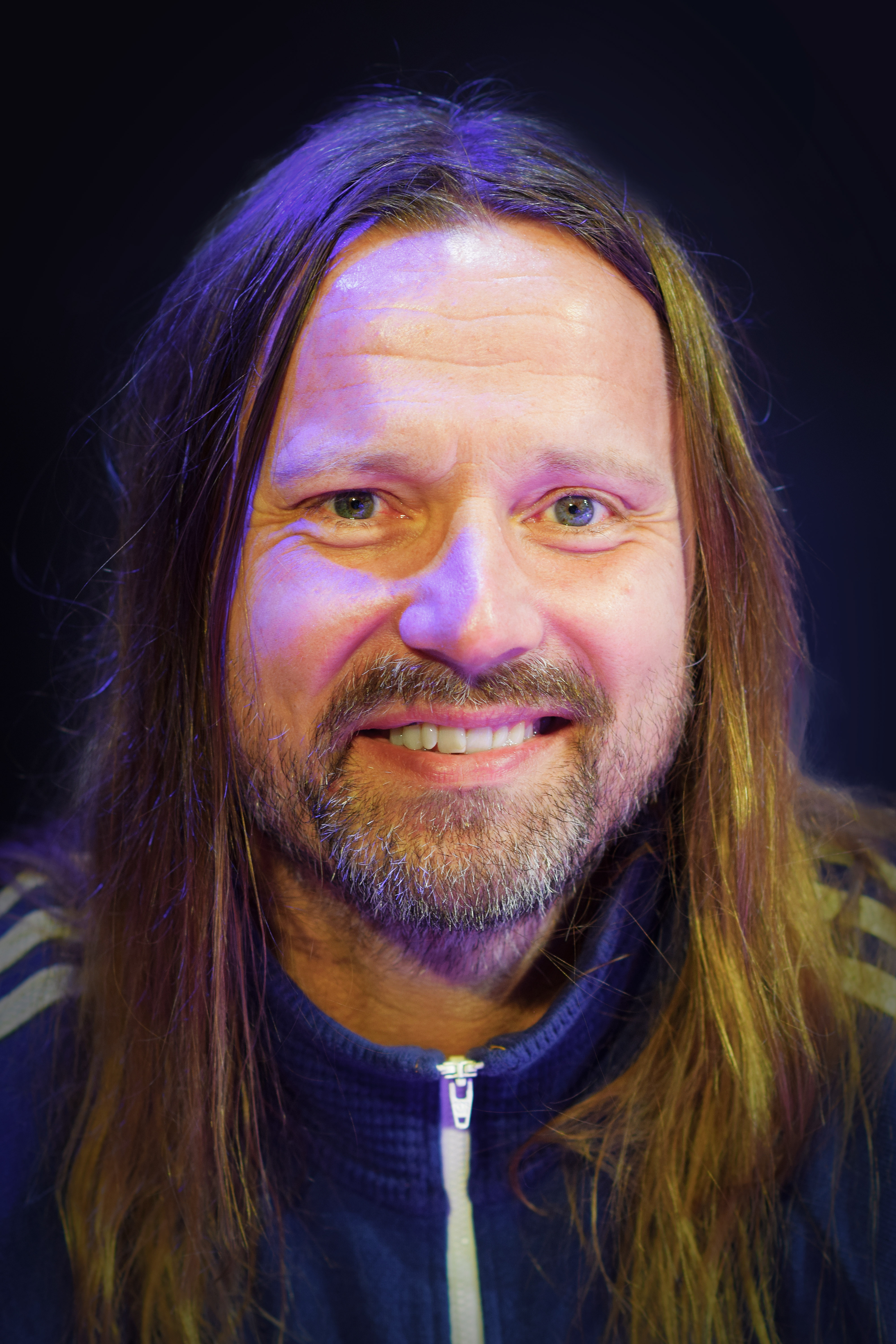
Max Martin là producer được xác nhận của album Eternal Sunshine, bên cạnh Grande và Ilya Salmanzadeh

Vào ngày 7 và 17 tháng 12, Grande đã chia sẻ loạt bức ảnh và đoạn phim trong quá trình làm việc tại phòng thu cũng như các đoạn tập tin âm thanh đã chỉnh sửa của cô. Trái ngược với những lần trước, cô đã tuyên bố rằng sẽ không có đoạn nhạc nào được tung ra trước cho bản thu âm sắp tới. Vào ngày 27 tháng 12, nữ ca sĩ đã chính thức xác nhận về việc phát hành album vào năm 2024 thông qua những tài khoản mạng xã hội của mình. Cô đã đăng một loạt video lên tài khoản Instagram của mình cho thấy việc cô đã khóc trong phòng thu âm và mẹ của cô bà Joan đang nhảy theo một bài hát mới của cô bên cạnh những người khác.
Tựa đề của album đã được nhá hàng thông qua hai Easter eggs. Đầu tiên là cảnh mở đầu trong MV đĩa đơn, "Yes, And?". Trong đó, có một tấm thẻ màu đỏ với dòng chữ viết tắt "AG7" ở mặt trước cùng tọa độ địa lý 41°03′59″N 71°95′45″W được đề cập bên dưới—được định vị tại Montauk, New York, địa điểm quay phim chính của bộ phim Eternal Sunshine of the Spotless Mind (2004) của ngôi sao Jim Carrey, người được Grande chia sẻ rằng cô chính là một người hâm mộ của anh. Lần thứ hai là khi Grande chia sẻ vài dòng thơ của Alexander Pope trong bài thơ "Eloisa to Abelard" trên Instagram của cô, và trong đó có ghi rằng: ""Eternal sunshine of the spotless mind!".
Tựa đề Eternal Sunshine chính thức được tiết lộ vào ngày 17 tháng 1 năm 2024 cùng với nhiều ảnh bìa cho đĩa nhạc khác nhau.

## Hình dung về album
Grande mô tả Eternal Sunshine đại khái là "một album có chủ đề" bao gồm "những phần nâng cao khác nhau của cùng một câu chuyện, cùng một trải nghiệm". Cô ấy giải thích rằng bản thu âm trải dài từ những bài hát "thực sự dễ bị tổn thương" đến những bài hát vui tươi mà cô ấy mô phỏng "những gì mọi người đôi khi mong đợi ở tôi và vui vẻ với nó." Wendy Goldstein, đồng chủ tịch của Republic Records, mô tả đĩa hát như một "phiên bản nâng cao" của các album trước của Grande, gọi nó là hiện thân của "Sweetener gặp gỡ [...] Thank U, Next".

## Quá trình thu âm và sản xuất
Trong một video được chia sẻ trên mạng xã hội về cảnh cô ấy xem trước một số bài hát trong album cho nhân viên của Republic Records, Grande tiết lộ rằng sau cuộc đình công SAG-AFTRA năm 2023 buộc việc quay phim Wicked phải tạm dừng, cô ấy đã "đến [trường quay]" và bắt đầu công việc thu âm vào tháng 9 năm đó. Cô tiết lộ thêm rằng cô đã làm việc với Max Martin trong vài tuần và cũng tự mình xử lý việc sản xuất. Các bản thu âm và dàn dựng giọng hát "đúng chuẩn" đã được sắp xếp vào tháng 11. Công việc thực hiện album kết thúc vào cuối tháng 12 năm 2023. Đề cập đến thời kỳ làm Eternal Sunshine, Grande nói rằng "mọi thứ như cứ tuôn ra và diễn ra rất nhanh".

## Phát hành và xây dựng thương hiệu
Eternal Sunshine được ra mắt vào ngày 8 tháng 3, 2024. Và sẽ được phat hành với bốn biến thể đĩa vinyl khác nhau. Đơn đặt hàng trước sẽ bắt đầu mở vào ngày 17 tháng 1, cũng là ngày album được công bố. Vào ngày 10 tháng 3, một phiên bản kỹ thuật số cao cấp của album, có tên "slightly deluxe", đã được phát hành bất ngờ thông qua cửa hàng trực tuyến của Grande; có bốn bài hát bổ sung bao gồm bản phối lại của "supernatural" với Troye Sivan và bản phối lại Mariah Carey đã phát hành trước của "Yes, And?". Phiên bản "slightly deluxe" được phát hành trên các dịch vụ phát trực tuyến vào ngày hôm sau.

### Ảnh bìa
Bảy biến thể bìa của Eternal Sunshine đã được phát hành: một bìa vinyl tiêu chuẩn, bốn biến thể DTC (direct-to-consumer) thông qua trang web của Grande, một bìa CD bán lẻ độc quyền (cũng đóng vai trò là tác phẩm nghệ thuật đơn "Yes, And?" và một bản độc quyền của Target ở Hoa Kỳ. Hoa Kỳ. bản sao của chính cô ấy". Ba bìa và bìa "Yes, And?", được ra mắt cùng với thông báo về album. Ba bìa thay thế còn lại được tiết lộ trong suốt tháng 1 và tháng 2. Thông qua tài liệu quảng cáo cho album, Grande diện một bộ trang phục của Maison Margiela - một bộ bodysuit màu trắng và một đôi găng tay vải tuyn màu đỏ. Cô nói rằng các tác phẩm nghệ thuật khác nhau "nắm bắt được những thăng trầm cảm xúc của album".

### Hoạt động quảng bá
Danh sách bài hát của album không được tiết lộ hoàn toàn ngay lập tức. Grande tiết lộ tên bài hát và thứ tự bài hát của họ vào những ngày riêng biệt, bắt đầu từ ngày 27 tháng 1 năm 2024, với các bài hát 1, 5 và "Yes, And?" là bài thứ 9. Các bài hát 2, 6 và 10 được tiết lộ vào ngày 7 tháng 2, tiếp theo là các bài hát 3, 7 và 11 vào ngày 17 tháng 2, và các bài hát 4, 8, 12 và 13 vào ngày 27 tháng 2. Ngoài ra, Grande đã tiết lộ một số lời bài hát trong album thông qua mạng xã hội của cô ấy vào ngày 27 tháng 2. Đoạn giới thiệu cho album, trong đó ca sĩ chụp ảnh cho một trong những ảnh bìa, được phát hành vào ngày 6 tháng 3 năm 2024.
Grande xuất hiện trên Zach Sang Show trong một cuộc phỏng vấn dài hai tập để thảo luận về album. Tập đầu tiên được phát hành vào ngày 27 tháng 2 năm 2024 và xoay quanh quá trình sáng tạo. Tập thứ hai được phát hành vào ngày 8 tháng 3, trong đó Grande trình bày chi tiết từng bài hát. Cô cũng xuất hiện trên Apple Music 1 trong cuộc phỏng vấn của Zane Lowe, được phát sóng vào ngày 7 tháng 3 năm 2024.

### Ảnh bìa album
Grande đã tiết lộ ảnh bìa album của ca khúc đơn chính, "Yes, And?" vào tháng 1 năm 2024 sẽ là một trong các biển thể của ảnh bìa album. Tuy nhiên vài ngày sau đó, nó cũng được xác nhận sẽ là ảnh bìa chính của đĩa nhạc lần này. Ảnh được chụp bởi nhiếp ảnh gia Katia Temkin. Ảnh bìa sẽ là một bức ảnh mờ ảo cận cảnh phía bên trái khuôn mặt của Grande, và trong bức ảnh đó, cô sẽ đánh son môi cổ điển màu đỏ "Attention" thuộc thương hiệu mỹ phẩm R.E.M. Beauty's "On Your Collar" của cô.

### Đĩa đơn
"Yes, And?", bài hát đơn chủ đạo của Eternal Sunshine, được phát hành vào ngày 12 tháng 1, 2024, thông qua dịch vụ phát trực tuyến. Ngoài ra, nó cũng được phát hành ở những định dạng khác bao gồm 7-inch, đĩa đơn và băng cassette. Video âm nhạc của bài hát được đạo diễn bởi Christian Breslauer và phát hành cùng ngày thông qua kênh Vevo của Grande trên YouTube. Tựa đề của bài hát cũng đã được Grande nhá hàng trước vài ngày phát hành khi cô đã chụp một tấm hình khi đang mặc một chiếc áo len với tên bài hát được in ở đằng trước.. "Yes, And?" ra mắt trên bảng xếp hạng Billboard Hot 100, đánh dấu đĩa đơn quán quân thứ tám của Grande tại Mỹ. Nó cũng đứng đầu Global 200, Global Excl. US, và Canadian Hot 100; và lọt vào top 5 ở nhiều quốc gia bao gồm Úc, Ireland, New Zealand, và Vương quốc Anh. Nhiều phiên bản và bản hòa âm của bài hát đã được phát hành, bao gồm cả bản phối lại với sự góp mặt của Mariah Carey vào tháng 2.
Vào ngày 5 tháng 2, Grande thông báo trên mạng xã hội của mình rằng sẽ không có thêm đĩa đơn phát hành trước nào sau "Yes, And?". Trước khi phát hành đĩa đơn tiếp theo, cô lý luận rằng cô muốn người hâm mộ "trải nghiệm Eternal Sunshine một cách trọn vẹn lần này".
"We Can't Be Friends (Wait for Your Love)" tiếp theo là đĩa đơn thứ hai vào ngày 8 tháng 3 năm 2024. Video âm nhạc của nó - cũng do Christian Breslauer đạo diễn, được Grande mô tả là "phiên bản ngắn của Eternal Sunshine of the Spotless Mind" của riêng cô ấy. Bài hát đứng đầu bảng xếp hạng Billboard Hot 100, đánh dấu lần đầu tiên Grande đứng đầu bảng xếp hạng thứ chín và quán quân thứ bảy. Với thành tích này, Grande đã vượt qua Taylor Swift để trở thành người phụ nữ có nhiều đĩa đơn ra mắt nhất trên bảng xếp hạng. "We Can't Be Friends (Wait for Your Love)" cũng đứng đầu bảng xếp hạng ở New Zealand, Malaysia, và Các tiểu vương quốc Ả Rập thống nhất.

### Sân khấu trình diễn live
Grande xuất hiện với tư cách khách mời âm nhạc trong tập Saturday Night Live ngày 9 tháng 3 năm 2024. Nó đánh dấu lần xuất hiện thứ ba của cô trong chương trình và là lần đầu tiên cô xuất hiện kể từ năm 2016. Cô biểu diễn "We Can't Be Friends (Wait for Your Love)" và "Imperfect for You".

## Đánh giá của giới chuyên môn
| Xếp hạng chuyên môn    | Xếp hạng chuyên môn |
| Điểm trung bình        | Điểm trung bình     |
| Nguồn                  | Đánh giá            |
| ---------------------- | ------------------- |
| AnyDecentMusic?        | 7.5/10              |
| Metacritic             | 83/100              |
| Nguồn đánh giá         |                     |
| Nguồn                  | Đánh giá            |
| Allmusic               | [ 35 ]              |
| Clash                  | 8/10                |
| The Daily Telegraph    | [ 37 ]              |
| The Guardian           | [ 38 ]              |
| The Independent        | [ 39 ]              |
| "The Line of Best Fit" | 7/10                |
| "NME"                  | [ 41 ]              |
| Pitchfork              | 7.2/10              |
| Rolling Stone          | [ 43 ]              |
| Slant Magazine         | [ 44 ]              |

Trên Metacritic, nơi ấn định điểm chuẩn hóa trên 100 cho xếp hạng từ các ấn phẩm chuyên nghiệp, Eternal Sunshine nhận được điểm trung bình có trọng số là 83, dựa trên 18 bài đánh giá, cho thấy "sự hoan nghênh toàn cầu". Trong một bài đánh giá tích cực, Brittany Spanos của Rolling Stone đã khen ngợi Eternal Sunshine là "một trong những bản nhạc trung thực và sáng tạo nhất trong sự nghiệp của cô ấy" và gọi album này là một "tác phẩm kinh điển ngay lập tức". Nhiều nhà phê bình khác, chẳng hạn như Nick Levine của NME, Neil Z. Yeung của AllMusic, Emma Harrison của Clash, Laura Snapes của The Guardian, và Lindsay Zoladz của The New York Times, gọi đây là một trong những Những album phức tạp và mạnh mẽ hơn của Grande, làm nổi bật sự trưởng thành trong chủ đề của album.
Âm sắc âm nhạc của album thường được khen ngợi. Harry Tafoya của Pitchfork, Moses Jeanfrancois của Beats Per Minute, Jem Aswad của Variety, và Mary Siroky của Consequence nhấn mạnh giọng hát "thô", tinh tế và kiềm chế của Grande, mà họ cho rằng tập trung vào kết cấu thay vì thể hiện quãng giọng của mình. Adrianne Reece gợi ý trên Elite Daily rằng "những nốt cao nhẹ nhàng và mơ mộng hơn" của Grande so với tác phẩm trước của cô có thể bị ảnh hưởng bởi vai Glinda trong Wicked, viết rằng giọng hát của cô cũng "nhẹ nhàng ấn tượng" trong các buổi biểu diễn trực tiếp từ ngày 10. ấn bản kỷ niệm của Yours Truly phát hành vào năm 2023. Thomas H. Green của The Arts Desk đã mô tả giai điệu này là "đâu đó giữa giai điệu indie-electro-pop đáng suy ngẫm trong Lover của Taylor Swift và giai điệu lôi cuốn, lôi cuốn của Kali Uchis. Zoladz coi Eternal Sunshine là "một trong những bản phát hành nhất quán về mặt văn bản" của Grande. Ngược lại, Helen Brown của The Independent nhận thấy giọng điệu này khá mang tính đối thoại, thiếu "giai điệu mạnh mẽ".
Một số nhà phê bình đã đưa ra những lời chỉ trích về khả năng sáng tác của album. Poppie Platt của The Daily Telegraph và David Cobbald của The Line of Best Fit coi album là một bản thu âm nhạc pop được sản xuất "bóng bẩy", mặc dù có một số bài hát không ấn tượng và lời bài hát đơn giản. Theo Tafoya, Grande thường sử dụng "các cụm từ cổ điển hoặc sự tranh giành âm tiết", trong khi Siroky nhận thấy lời bài hát thiếu tập trung vào khái niệm, và Green cho rằng một số bài hát là không có ý nghĩa. Trong một đánh giá không thuận lợi, Robert Sona của Sputnikmusic đổ lỗi cho việc sáng tác đã khiến album trở thành một sản phẩm "không có tham vọng".
Một số bài đánh giá khen ngợi phần sản xuất của Martin, nhấn mạnh tầm ảnh hưởng về mặt phong cách của anh ấy đối với Eternal Sunshine. Sona ghi nhận đội ngũ sản xuất "ngắn gọn" của Grande, Martin, Salmanzadeh và Davidior—vì đã giúp album có cảm giác giống như "một tác phẩm nghệ thuật độc đáo và đẹp mắt" không giống như Positions. Jeanfrancois coi âm thanh này là sự trở lại với R&B những năm 1990, "thứ được người hâm mộ và các nhà phê bình nhiệt tình yêu cầu". Tuy nhiên, Sal Cinquemani của Slant Magazine đồng ý với Platt khi phê bình album vì đã không mạo hiểm đi ra ngoài phong cách âm nhạc quen thuộc của Grande.
Việc Eternal Sunshine được coi là một "album ly hôn" đã gây ra một cuộc tranh luận gay gắt. Snapes mô tả album này là một bản thu âm "hậu ly hôn" sâu sắc. Tafoya cho rằng Eternal Sunshine không phải là "kỷ lục ly hôn gắn kết" như 30 (2021) của Adele, trong khi Jeanfrancois nói rằng đây "không có nghĩa là một album ly hôn."

## Diễn biến thương mại
Vào ngày phát hành, Eternal Sunshine đã nhận được 58,1 triệu lượt phát trực tuyến trên Spotify trên toàn cầu, đạt kỷ lục về số lượt phát trực tuyến trong một ngày nhiều nhất cho một album vào năm 2024. Tất cả 12 bài hát đủ điều kiện xếp hạng trong album đều đồng thời xuất hiện trên cả Billboard Global 200 và Global Excl. Bảng xếp hạng Hoa Kỳ. Trước đó, mười bài hát xuất hiện trong khu vực top 25, dẫn đầu là ''We Can't Be Friends (Wait for Your Love)'' ra mắt ở vị trí số một trên cả hai bảng xếp hạng, là bài hát đứng đầu bảng xếp hạng thứ hai của album. sau "Yes, And?''.

### Hoa Kỳ
Eternal Sunshine ra mắt ở vị trí số một trên bảng xếp hạng Billboard 200 của Mỹ với 227.000 đơn vị tương đương album, bao gồm 194,92 triệu lượt phát trực tuyến theo yêu cầu và 77.000 lượt bán album trong tuần đầu tiên. Nó trở thành album quán quân thứ sáu của Grande và là album có doanh thu tuần mở màn lớn thứ ba của cô, xếp sau Thank U, Next (360.000) và Sweetener (231.000). Đây là album được tiêu thụ nhiều nhất trong tuần, ra mắt ở vị trí số một trên cả hai bảng xếp hạng Billboard Top Streaming Albums và Top Album Sales, đánh dấu vị trí đứng đầu bảng xếp hạng thứ sáu của Grande sau đó. Hơn nữa, nó còn trở thành album quán quân thứ hai của cô trên bảng xếp hạng Billboard Vinyl Albums. Với 33.000 bản vinyl được bán ra, Grande đã có tuần bán đĩa vinyl tốt nhất từ trước đến nay, vượt qua Positions (32.000). Vào thời điểm phát hành, Eternal Sunshine đã đạt doanh thu ra mắt lớn nhất tại Mỹ vào năm 2024, vượt qua Vultures 1 của Kanye West và Ty Dolla $ign (148.000 bản). Album vẫn giữ vị trí quán quân trong tuần thứ hai, với 100.500 đơn vị tương đương album, bao gồm 115,05 triệu lượt phát trực tuyến theo yêu cầu và 13.000 lượt bán album, trở thành album thứ ba liên tiếp của Grande dành hai tuần đầu tiên ở vị trí quán quân, sau Thank U, Next và Positions.
Trên bảng xếp hạng Billboard Hot 100 số ra ngày 23 tháng 3 năm 2024, tất cả 12 bài hát đủ điều kiện lọt vào bảng xếp hạng đều xuất hiện đồng thời, trở thành album thứ ba liên tiếp của Grande làm được điều này, sau Thank U, Next (12 bài hát) và Positions (14 bài hát). 11 trong số đó là những mục mới; 10 bài hát trong số đó xuất hiện trong top 40. Số lượng Hot 100 trong sự nghiệp của Grande đã mở rộng lên 85 bài dự thi, đồng hạng với Beyoncé ở vị trí thứ ba trong số các phụ nữ. Đĩa đơn thứ hai ''We Can't Be Friends (Wait for Your Love)'' đánh dấu lần đầu tiên Grande ra mắt đồng thời ở vị trí quán quân trên cả hai bảng xếp hạng Billboard 200 và Hot 100. Nó cũng khiến cô trở thành người phụ nữ đầu tiên có hai album có nhiều lần ra mắt quán quân tại Mỹ, sau Thank U, Next (2019). Ngoài ra, bà của Grande, Marjorie Grande, đã xuất hiện lần đầu trên Billboard Hot 100 với ca khúc album 'Ordinary Things', được ghi là Nonna; điều này khiến Marjorie trở thành nghệ sĩ lớn tuổi nhất từng xuất hiện trên Hot 100, ở tuổi 98.
Nhờ thành tích mạnh mẽ trên bảng xếp hạng của album, Grande đã leo lên vị trí số một trên bảng xếp hạng Billboard Artist 100 trong tuần thứ 16 không liên tiếp, đứng thứ sáu đối với bất kỳ nghệ sĩ nào kể từ khi bảng xếp hạng này ra đời. Hơn nữa, nó cũng đánh dấu lần đầu tiên Grande lọt vào top đầu của cả bảng xếp hạng Billboard Hot 100 Songwriters và Hot 100 Produces. Điều này khiến cô trở thành nghệ sĩ thứ tư và người phụ nữ thứ hai đồng thời đứng đầu các bảng xếp hạng Artist 100, Hot 100, Billboard 200, Hot 100 Songwriters và Hot 100 Productions.

### Các vùng lãnh thổ khác
Tại Vương quốc Anh, Eternal Sunshine ra mắt ở vị trí số một trên Bảng xếp hạng Album của Vương quốc Anh, trở thành album quán quân thứ năm liên tiếp của Grande. Nó cũng ra mắt ở vị trí số một trên Bảng xếp hạng Album Vinyl Chính thức của Vương quốc Anh. Với 5 album quán quân mỗi album, Grande cùng với Celine Dion và Lady Gaga trở thành những nữ nghệ sĩ có album quán quân nhiều thứ sáu tại Vương quốc Anh. Nó vẫn giữ vị trí số một trong hai tuần liên tiếp. Hơn nữa, đĩa đơn của album "Yes, And?" và "We Can't Be Friends (Wait for Your Love)" đều đạt vị trí thứ hai trên UK Singles Chart. Album cũng đứng đầu Bảng xếp hạng Album của Ireland, đánh dấu album quán quân thứ năm liên tiếp của Grande tại Ireland.
Tại Canada, Eternal Sunshine đứng đầu bảng xếp hạng Billboard Canadian Albums Chart, mang về cho Grande album quán quân thứ năm tại đó. Sau khi phát hành, tất cả 12 bài hát đủ điều kiện xếp hạng trong album đều xuất hiện đồng thời trên Canadian Hot 100. "Yes, And?' ra mắt ở vị trí số một, trở thành ca khúc đứng đầu bảng xếp hạng thứ bảy của Grande, và "We Can't Be Friends (Wait for Your Love)" ra mắt ở vị trí thứ ba, đánh dấu bản hit thứ 23 trong top 10 của cô trong nước.
Tại Úc, Eternal Sunshine ra mắt ở vị trí số một trên ARIA Albums Chart, đánh dấu album thứ năm đứng đầu bảng xếp hạng của Grande tại quốc gia này. Nó vẫn ở vị trí số một trong hai tuần liên tiếp. Hơn nữa, bảy bài hát trong album đã xuất hiện đồng thời trên Bảng xếp hạng 50 đĩa đơn hàng đầu của ARIA, trong đó "We Can't Be Friends (Wait for Your Love)" ra mắt ở vị trí thứ hai, trở thành bản hit thứ 20 trong top 10 của Grande và là bản hit thứ 20 trong nước. bài hát có thứ hạng cao nhất trong album, cùng với 'Yes, And?' trước đây đạt vị trí thứ hai.

## Danh sách bài hát
| Danh sách bài hát của "Eternal Sunshine" - phiên bản tiêu chuẩn (standard) | Danh sách bài hát của "Eternal Sunshine" - phiên bản tiêu chuẩn (standard) | Danh sách bài hát của "Eternal Sunshine" - phiên bản tiêu chuẩn (standard) | Danh sách bài hát của "Eternal Sunshine" - phiên bản tiêu chuẩn (standard) | Danh sách bài hát của "Eternal Sunshine" - phiên bản tiêu chuẩn (standard) | Danh sách bài hát của "Eternal Sunshine" - phiên bản tiêu chuẩn (standard) |
| STT                                                                        | Nhan đề                                                                    | Phổ lời                                                                    | Phổ nhạc                                                                   | Nhà sản xuất                                                               | Thời lượng                                                                 |
| -------------------------------------------------------------------------- | -------------------------------------------------------------------------- | -------------------------------------------------------------------------- | -------------------------------------------------------------------------- | -------------------------------------------------------------------------- | -------------------------------------------------------------------------- |
| 1.                                                                         | "Intro (End of the World)"                                                 | Ariana Grande                                                              | Grande Shintaro Yasuda Nick Lee Aaron Cheung                               | Grande Yasuda Lee Aaron Paris                                              | 1:32                                                                       |
| 2.                                                                         | "Bye"                                                                      | Grande                                                                     | Grande Max Martin Ilya Salmanzadeh                                         | Grande Martin Ilya                                                         | 2:44                                                                       |
| 3.                                                                         | "Don't Wanna Break Up Again"                                               | Grande                                                                     | Grande Martin Ilya                                                         | Grande Martin Ilya                                                         | 2:54                                                                       |
| 4.                                                                         | "Saturn Returns Interlude"                                                 | Grande Diana Garland                                                       | Grande Martin Ilya                                                         | Grande Martin Ilya Will Loftis                                             | 0:42                                                                       |
| 5.                                                                         | "Eternal Sunshine"                                                         | Grande                                                                     | Grande Martin Yasuda David Park                                            | Grande Martin Ilya Yasuda Davidior                                         | 3:30                                                                       |
| 6.                                                                         | "Supernatural"                                                             | Grande                                                                     | Grande Martin Oscar Görres                                                 | Grande Martin Görres                                                       | 2:43                                                                       |
| 7.                                                                         | "True Story"                                                               | Grande                                                                     | Grande Martin                                                              | Grande Martin Ilya                                                         | 2:43                                                                       |
| 8.                                                                         | "The Boy Is Mine"                                                          | Grande                                                                     | Grande Martin Yasuda Park                                                  | Grande Martin Ilya Yasuda Davidior                                         | 2:53                                                                       |
| 9.                                                                         | "Yes, And?"                                                                | Grande                                                                     | Grande Martin Ilya                                                         | Grande Martin Ilya                                                         | 3:34                                                                       |
| 10.                                                                        | "We Can't Be Friends (Wait for Your Love)"                                 | Grande                                                                     | Grande Martin Ilya                                                         | Grande Martin Ilya                                                         | 3:48                                                                       |
| 11.                                                                        | "I Wish I Hated You"                                                       | Grande                                                                     | Grande Ilya                                                                | Grande Ilya                                                                | 2:33                                                                       |
| 12.                                                                        | "Imperfect for You"                                                        | Grande                                                                     | Grande Martin Ilya Peter Kahm                                              | Grande Martin Ilya                                                         | 3:02                                                                       |
| 13.                                                                        | "Ordinary Things" (kết hợp với Nonna)                                      | Grande Marjorie Grande                                                     | Grande Lee Luka Kloser                                                     | Grande Lee Martin Kloser                                                   | 2:48                                                                       |
| Tổng thời lượng:                                                           | Tổng thời lượng:                                                           | Tổng thời lượng:                                                           | Tổng thời lượng:                                                           | Tổng thời lượng:                                                           | 35:26                                                                      |

| Danh sách bài hát của "Eternal Sunshine" - phiên bản cao cấp kỹ thuật số (slightly deluxe) | Danh sách bài hát của "Eternal Sunshine" - phiên bản cao cấp kỹ thuật số (slightly deluxe) | Danh sách bài hát của "Eternal Sunshine" - phiên bản cao cấp kỹ thuật số (slightly deluxe) | Danh sách bài hát của "Eternal Sunshine" - phiên bản cao cấp kỹ thuật số (slightly deluxe) | Danh sách bài hát của "Eternal Sunshine" - phiên bản cao cấp kỹ thuật số (slightly deluxe) | Danh sách bài hát của "Eternal Sunshine" - phiên bản cao cấp kỹ thuật số (slightly deluxe) |
| STT                                                                                        | Nhan đề                                                                                    | Phổ lời                                                                                    | Phổ nhạc                                                                                   | Nhà Sản Xuất                                                                               | Thời lượng                                                                                 |
| ------------------------------------------------------------------------------------------ | ------------------------------------------------------------------------------------------ | ------------------------------------------------------------------------------------------ | ------------------------------------------------------------------------------------------ | ------------------------------------------------------------------------------------------ | ------------------------------------------------------------------------------------------ |
| 14.                                                                                        | "Supernatural" (cùng với Troye Sivan)                                                      | Grande Sivan Brett McLaughlin                                                              | Grande Martin Görres                                                                       | Grande Martin Görres                                                                       | 2:43                                                                                       |
| 15.                                                                                        | "Imperfect for You" (phiên bản acoustic)                                                   | Grande Martin                                                                              | Grande Martin Ilya Kahm                                                                    | Grande Martin Ilya                                                                         | 3:02                                                                                       |
| 16.                                                                                        | "True Story" (phiên bản acapella)                                                          | Grande Martin                                                                              | Grande Martin                                                                              | Grande Martin Ilya                                                                         | 2:43                                                                                       |
| 17.                                                                                        | "Yes, And?" (cùng với Mariah Carey)                                                        | Grande Carey                                                                               | Grande Martin Ilya Carey                                                                   | Grande Martin Ilya                                                                         | 3:35                                                                                       |
| Tổng thời lượng:                                                                           | Tổng thời lượng:                                                                           | Tổng thời lượng:                                                                           | Tổng thời lượng:                                                                           | Tổng thời lượng:                                                                           | 47:23                                                                                      |

Ghi chú
- "The Boy Is Mine" được lấy cảm hứng từ đĩa đơn cùng tên năm 1998 của Brandy và Monica.
- Tất cả các bài hát đều có tiêu đề được cách điệu bằng chữ viết thường ngoại trừ "Saturn Returns Interlude".

## Lịch sử phát hành
| Khu vực | Ngày               | Định dạng                        | Phiên bản  | Hãng đĩa | Nguồn  |
| ------- | ------------------ | -------------------------------- | ---------- | -------- | ------ |
| Nhiều   | 8 tháng 3 năm 2024 | CD LP Tải kĩ thuật số Trực tuyến | Tiêu chuẩn | Republic | [ 45 ] |